# 김계환
김계환(金桂煥, 1968년, 강원도 원주시 ~ )은 1986년 해군사관학교 44기로 입교하여, 1990년 졸업과 함께 해병대 소위로 임관하였다. 해병대사령관 임기 중 해병대 채상병 사망 사건이 발생하였다.

## 경력
- 해병대 교육훈련단 제3신병교육대장
- 해병대 제2사단 83대대장
- 해병대사령부 인사운영과장
- 해병대사령부 인사계획과장
- 해병대사령부 비서실장
- 해병대 제1사단 2연대장
- 해병대 제6여단 참모장·부여단장
- 해병대 제2사단 참모장
- 해병대사령부 특별보좌관
- 서북도서방위사령부 참모장
- 해병대 제9여단
- 서북도서방위사령부 참모장
- 계룡대근무지원단장
- 해군본부 해병특별보좌관
- 해병대 제1사단장
- 해병대 부사령관
- 해병대 사령관